# Kanäle in Amsterdam
Die Kanäle in Amsterdam prägen das Gesicht der niederländischen Hauptstadt. Die bekanntesten Grachten sind der aus dem Mittelalter stammende einstige Stadtgraben Singel, die Herengracht, die Keizersgracht und die Prinsengracht. Zusammen haben diese vier Kanäle eine Länge von etwa zehn Kilometern während die durchschnittliche Tiefe 2,40 Meter beträgt und die durchschnittliche Breite 27 Meter. Die älteste Gracht ist der Oudezijds Voorburgwal aus dem Jahr 1385, die längste ist mit 6,3 Kilometern die Singelgracht. Und mit 31 Metern ist die Keizersgracht die breiteste Gracht. Die Gesamtlänge aller befahrbaren Amsterdamer Kanäle beläuft sich auf etwa 75 Kilometer.

Karte der Grachten in Amsterdam-Centrum

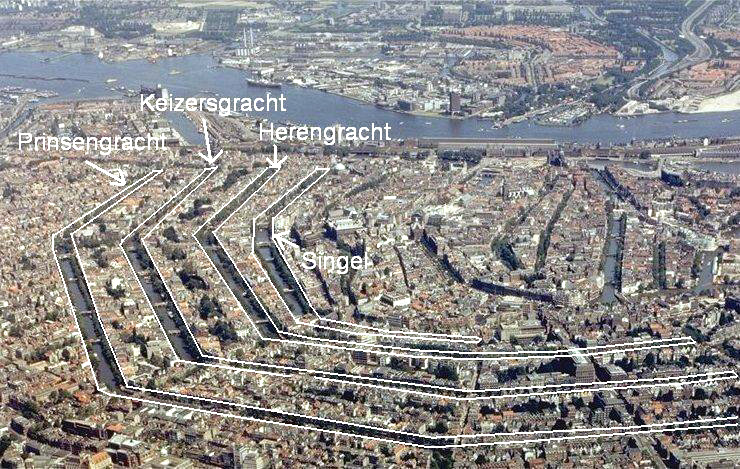
Luftaufnahme des Amsterdamer Grachtengürtels

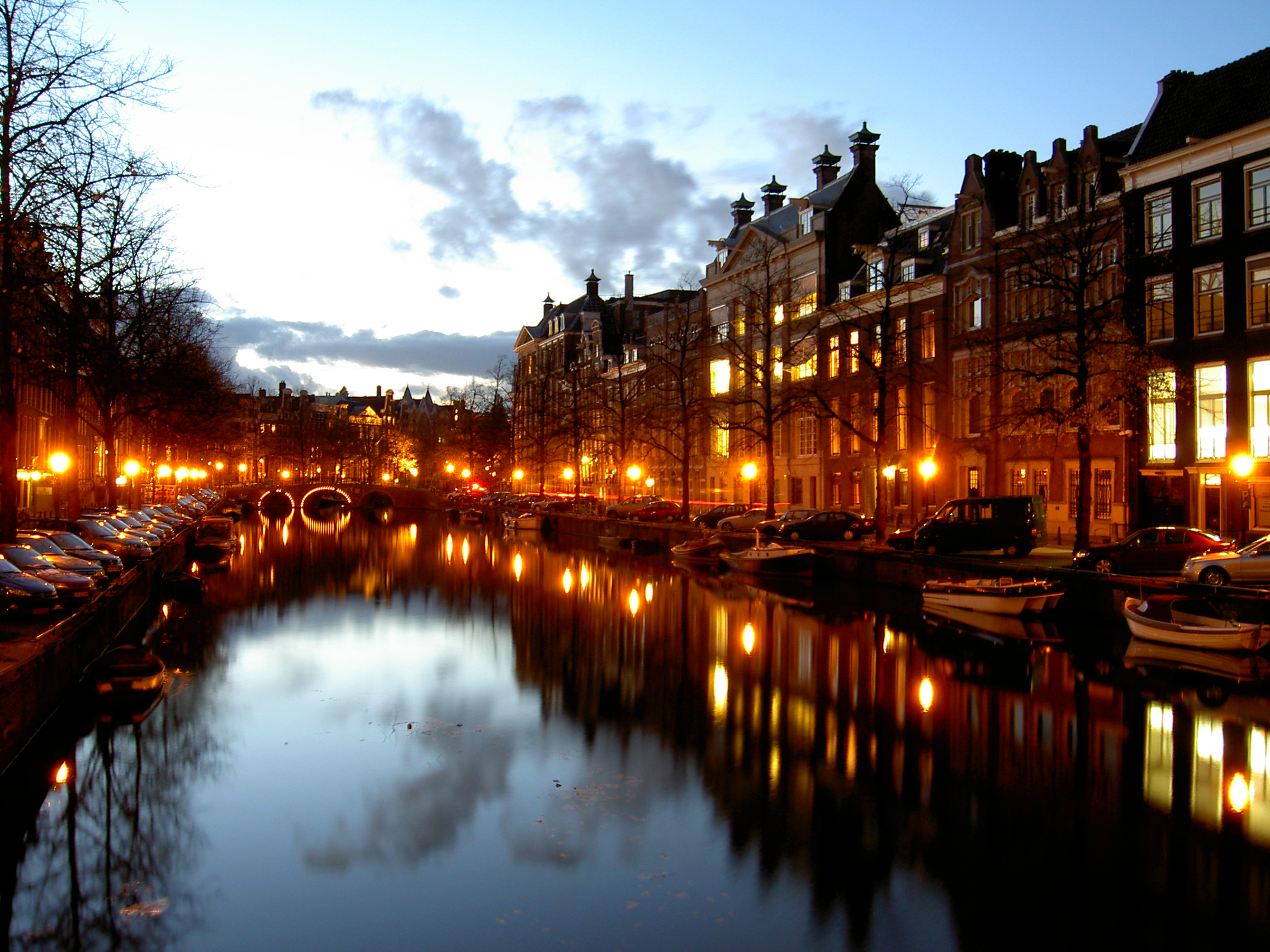
Abendliche Ansicht einer Gracht

## Geschichte
Amsterdam zählt etwa 165 Kanäle (Vaarten, Grachten), Wälle (Wallen), Kais (Kaden), Burggräben (Burgwallen), Stadtgräben (Singels), Schleusen (Sluizen), Dämme (Waterkeringen), Weiher (Vijvers) und Wassergräben (Sloten, Weteringen). Im Jahr 1612 begann der Bau des Amsterdamer Grachtengürtels. Der Grachtengürtel wurde für die Errichtung herrschaftlicher Bürgerhäuser geplant, mit großen Gärten hinter den Häusern. In der zweiten Hälfte des 19. Jahrhunderts wurden 16 der Amsterdamer Grachten trockengelegt und verfüllt; zum einen aus hygienischen Gründen, zum anderen, um mehr Platz für den wachsenden Straßenverkehr zu schaffen. Das Wasser in den Kanälen war einst sauber, und „gut genug, um damit Bier zu brauen“ (Humphrey Agyekum, Amsterdamse Grachten). Da die Kanäle auch zur Abfall- und Exkrementenentsorgung genutzt wurden, verströmten die Grachten mit der Zeit jedoch einen üblen Geruch. Ende des 17. Jahrhunderts verbesserte sich diese Situation durch die Errichtung von Schleusen. Im Jahr 1890 wurden die Rozengracht und die Warmoesgracht verfüllt. Später kamen die Vijzelgracht, die Overtoomsche Vaart, der Nieuwezijds Voorburgwal und weitere Kanäle hinzu. Nach dem Ausbau des Nieuwezijds Voorburgwals protestierte die Bevölkerung dagegen. Die Proteste hatten Erfolg. So wurden die Reguliersgracht und die Spiegelgracht nicht verfüllt. Die Mehrzahl der einstigen Kanäle hat jedoch auch nach der Verfüllung ihren Namen Gracht beibehalten.
Die Kanäle werden von mehr als 1.200 nummerierten Brücken überspannt. Brücke 1 führt über den Singel; Brücke 100 geht über die Looiersgracht. Im Jahr 1974 wurde Brücke Nr. 1000 über die Postjeskade nahe dem Rembrandtpark errichtet. Die Kanäle, die in früheren Zeiten eine wichtige Funktion als Transportwege und Verteidigungslinie erfüllten, sind heute die größte Touristenattraktion der Stadt.

## Amsterdamer Grachten (Auswahl)

### Achtergracht

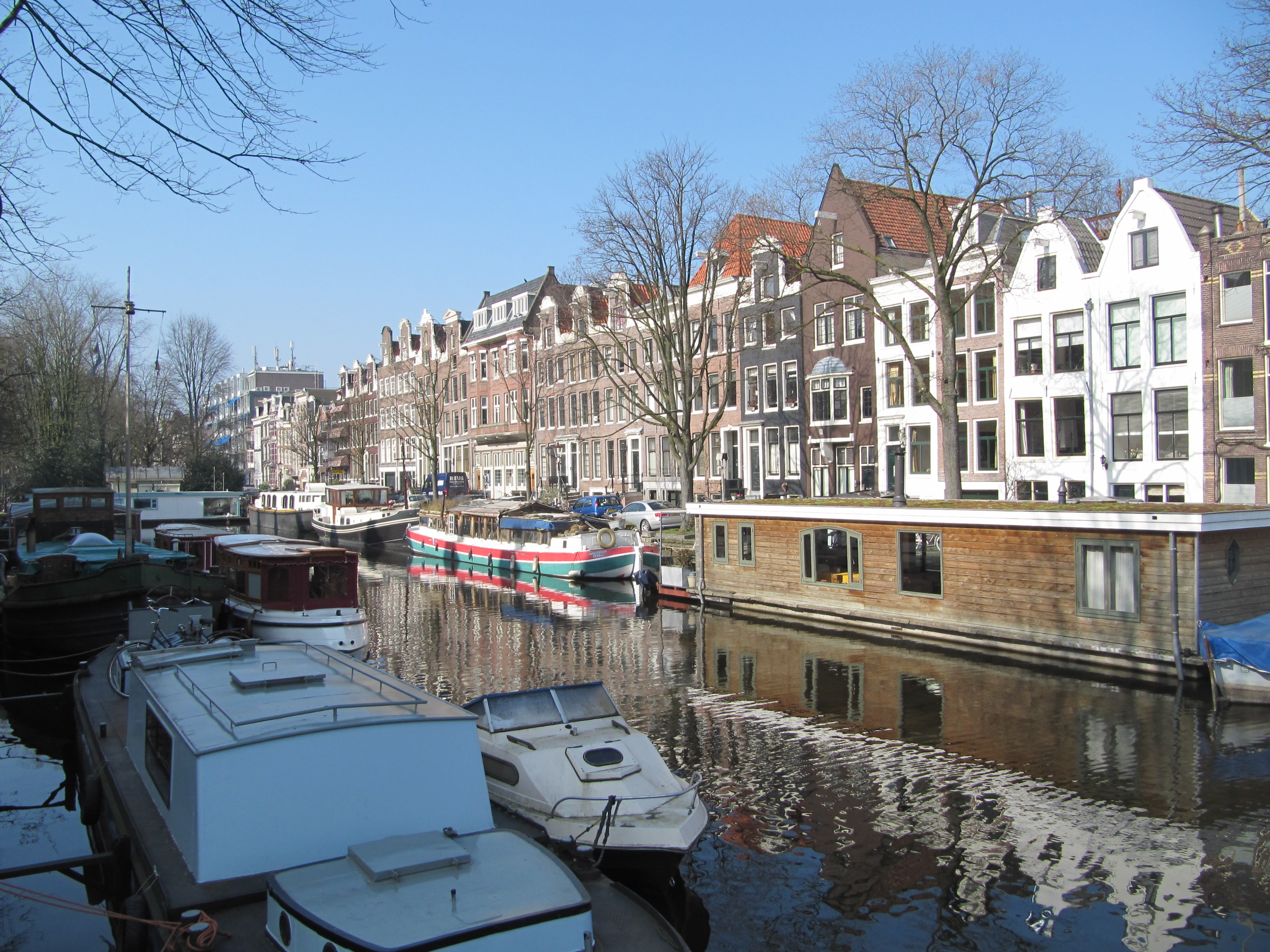
Häuserzeile längs der Nordseite der Achtergracht (2012)

Die Achtergracht wurde um 1660 angelegt und verband ursprünglich die Reguliersgracht mit der Amstel. Im Jahr 1870 wurde der größere, westliche Teil der Gracht trockengelegt. Im Rahmen des letzten Ausbaus des Grachtengürtels wurde die östlich der Amstel gelegene und nicht direkt mit der restlichen Achtergracht verbundene Nieuwe Achtergracht gegraben. Die heutige Achtergracht liegt zwischen dem Frederiksplein und der Amstel, parallel zur nördlich gelegenen Prinsengracht im Stadtteil Amsterdam-Centrum – auf der Grenze zwischen den Wohnvierteln (niederländisch buurten) Utrechtsebuurt-Zuid im Norden und Fredreikspleinbuurt im Süden. Auf der Südseite sind die Hausnummern 2 bis 26 exemplarische Beispiele früherer Lagerhäuser (niederländisch Pakhuizen) mit ihren nach oben gerichteten auffälligen schlanken Trichtergiebeln (niederländisch Tuitgevels).

### Admiralengracht
Die in den 1920er Jahren angelegte Admiralengracht – vormals Molensloot – liegt im Stadtteil Amsterdam-West. Die Gracht verläuft von der Kostverlorenvaart in nördlicher Richtung bis zur Erasmusgracht am gleichnamigen Park.

### Amstelkanaal
Der Amstelkanal (niederländisch Amstelkanaal) wurde von dem Architekten Hendrik Petrus Berlage (1856–1934) entworfen und im Rahmen von Plan Zuid im heutigen Stadtteil Amsterdam Zuid realisiert. Der Kanal verläuft von der Amstel im Osten zum Binnengewässer De Kom im Westen, wo fünf Wasserwege zusammentreffen, von welchen vier dort auch überbrückt sind, der Amstelkanaal selber jedoch nicht. Die Straßen längs des Amstelkanals sind die Josef Israelskade auf der Nordseite und die Amstelkade auf der Südseite. Der Amstelkanal wird von fünf Brücken überquert: am Amsteldijk, bei der Van Woustraat – Rijnstraat, eine Fußgängerbrücke bei der Pieter Lodewijk Takstraat – Waalstraat, bei der Tweede van der Helststraat – Maasstraat und bei der Ferdinand Bolstraat – Scheldestraat.

### Blauwburgwal

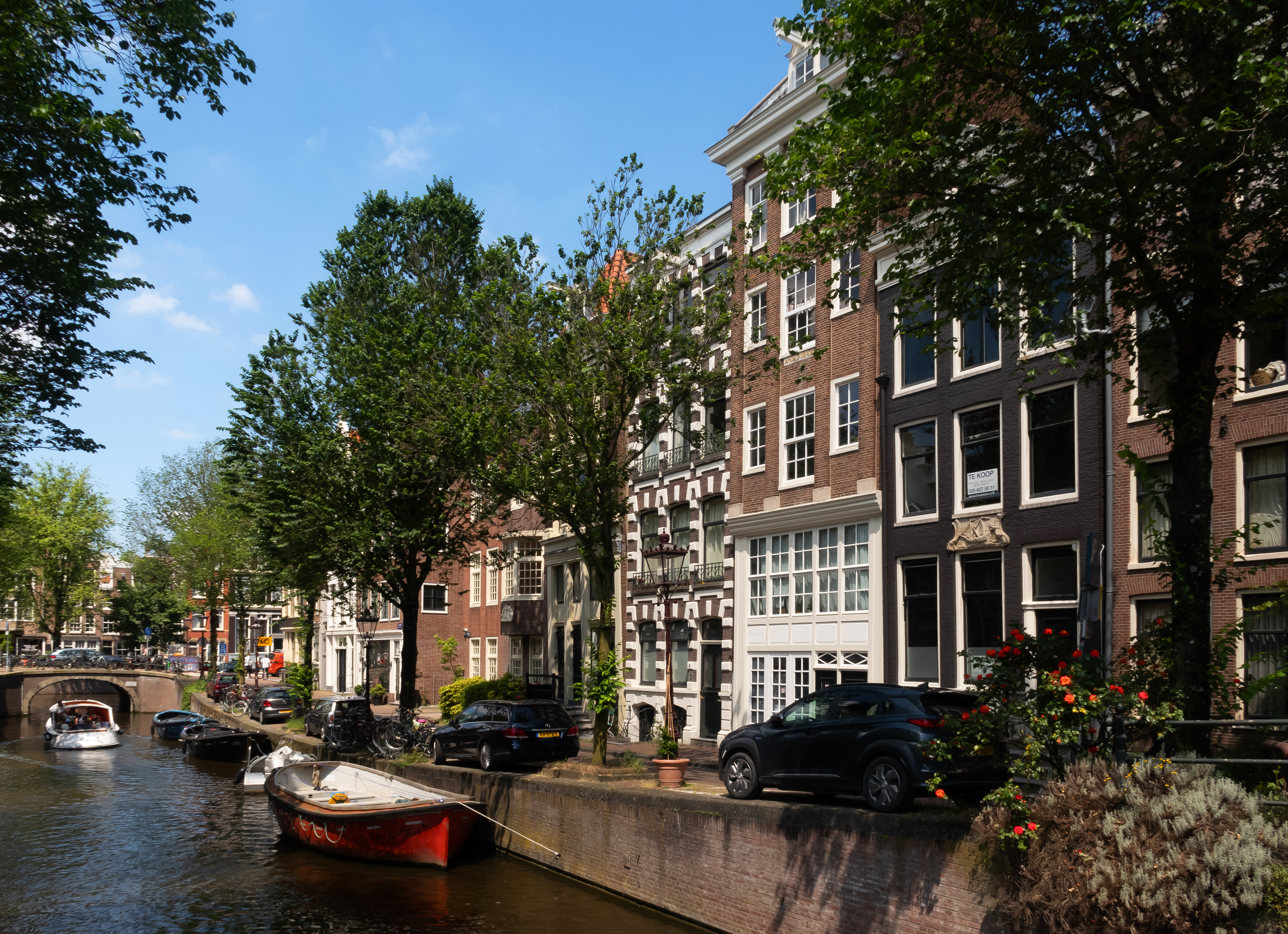
Der Blauwburgwal von der Herengracht aus gesehen

Der zum westlichen Grachtengürtel gehörende Blauwburgwal liegt in der Amsterdamer Innenstadt. Die kurze Gracht führt vom Singel zur Herengracht. Der aus dem Ende des 16. Jahrhunderts stammende Kanal hieß ursprünglich Lijnbaansgracht – als Verlängerung des Lijnbaanssteeg. Als im Rahmen der Dritten Amsterdamer Stadterweiterung ab 1612 eine neue Lijnbaansgracht angelegt wurde, benannte man den Kanal um in Blauwburgwal, nach der seinerzeit Blaue Brücke (niederländisch Blauwe Brug) genannten, den Singel überquerenden heutigen Lijnbaansbrug.

### Bloemgracht
Die Bloemgracht liegt im Amsterdamer Stadtviertel (niederländisch wijk) Jordaan und läuft von der Prinsengracht zur Lijnbaansgracht. Die Gracht entstand Anfang des 17. Jahrhunderts. Ein Großteil der dortigen Grachtenhäuser steht als Rijksmonument unter Denkmalschutz.

### Brouwersgracht

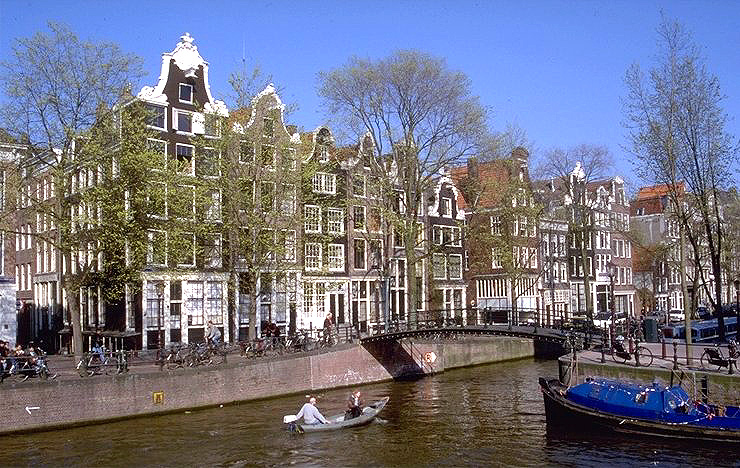
Blick von der Herengracht auf die Brouwersgracht mit Melkmeisjesbrug

Die Brouwersgracht verbindet den Singel mit der Singelgracht. Der Kanal gehört zum Grachtengürtel und markiert in seinem nordwestlichen Abschnitt die Grenze zwischen den Stadtvierteln (niederländisch wijken) Jordaan im Südwesten und Haarlemmerbuurt im Nordosten. Die letzte Kornbranntwein-Brennerei mit dem Namen De Ooievaar hatte 1782 ihren Sitz an der Brouwersgracht. Der Name Brouwersgracht (so viel wie: Gracht der Brauereien) wurde um 1894 gebräuchlich, seinerzeit waren zahlreiche Brauereien in der Umgebung ansässig. Im Jahr 2007 wurde die Brouwersgracht durch die Leser der Amsterdamer Tageszeitung Het Parool aus 150 Nominierungen zur schönsten Straße Amsterdams gewählt.

### Burgemeester Cramergracht
In den 1950er Jahren wurde dieser Kanal als Teil der Westelijke Tuinsteden (deutsch Westliche Gartenstädte)  angelegt und liegt im heutigen Stadtviertel (niederländisch wijk) Slotermeer-Zuidoost des Stadtbezirks Amsterdam Nieuw-West. Die Gracht verbindet die Burgemeester van Tienhovengracht mit dem Sloterplas. Von 1836 bis 1841 war Willem Daniël Cramer (1788–1865) Bürgermeister von Amsterdam. Die Burgemeester Cramergracht wurde 1952 nach ihm benannt.

### Burgemeester van Tienhovengracht
Die 1952 nach dem früheren Amsterdamer Bürgermeister Gijsbert van Tienhoven benannte Gracht verläuft von der Erasmusgracht in westnordwestlicher Richtung zum Plein '40–'45 und stellt die Grenze dar zwischen den Stadtvierteln (niederländisch wijken) Slotermeer-Noordoost und Slotermeer-Zuidoost. Längs des Nordostufers erstreckt sich der Gerbrandypark. Die Gracht wird von zwei Straßenbrücken überquert, in der Burgemeester Eliasstraat und in der Burgemeester Fockstraat, sowie von einer Bahnbrücke an ihrem östlichen Ende.

### Egelantiersgracht

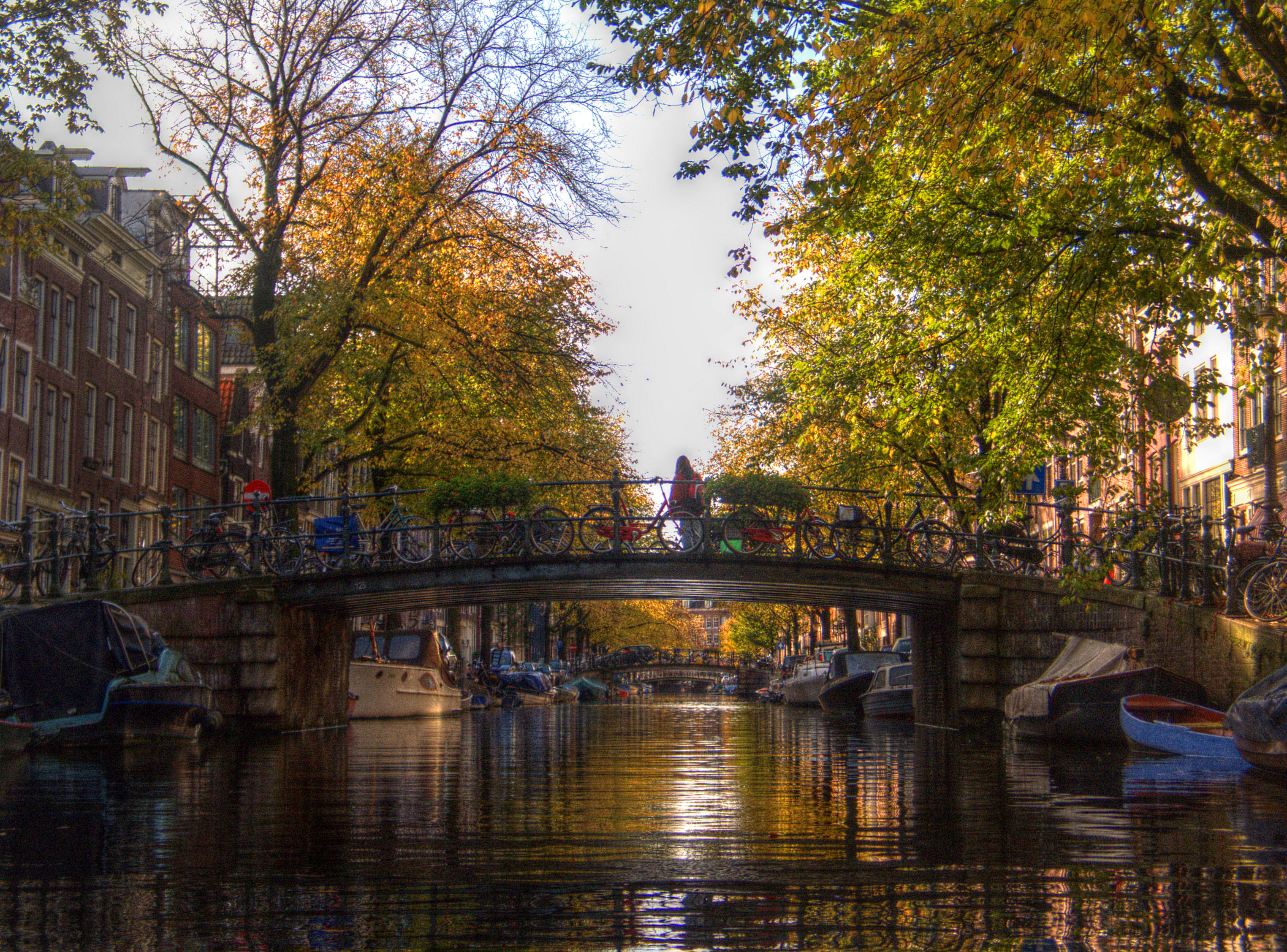
Brücke 125 Hilletjesbrug über die Egelantiersgracht, im Bildhintergrund Brücke 126

Die Egelantiersgracht liegt im Stadtviertel (niederländisch wijk) Jordaan und ist nach der Weinrose (niederländisch Egelantier) benannt. Die Gracht wurde 1612 gegraben und verläuft in westsüdwestlicher Richtung von der Prinsengracht bis zur Lijnbaansgracht. Bemerkenswert ist die große Anzahl an vornehmlich von Handwerkern erbauten Häusern aus dem 17. Jahrhundert. Die Häuser an der Gracht sind oft etwas kleiner als die monumentalen Häuser an der Herengracht, Keizersgracht, Prinsengracht oder Bloemgracht. Die meisten Gebäude an der Egelantiersgracht sind heute Wohnhäuser, darunter auch Neubauten aus den frühen 1980er Jahren. Das 1649 erbaute Treppengiebel-Haus Egelantiersgracht 8 ist ein Rijksmonument und typisches Beispiel der Amsterdamer Architektur der Renaissance.

### Elandsgracht
Die 1891 verfüllte ehemalige Gracht im Stadtteil Jordaan wurde 1612 von der Prinsengracht aus in westsüdwestlicher Richtung bis zur Lijnbaansgracht gegraben. Neben vielen Wohnhäusern prägen Cafés, Restaurants und Lebensmittelgeschäfte das Straßenbild. An der Einmündung in die Prinsengracht liegt der kleine Johnny Jordaan–Plein (deutsch Johnny-Jordaan–Platz) mit Standbildern der Volks- und Stadtmusikanten Johnny Jordaan, Tante Leen, Manke Nelis und Johnny Meijer, an der Prinsengracht selber das Hausboot-Museum.

### Entrepotdok

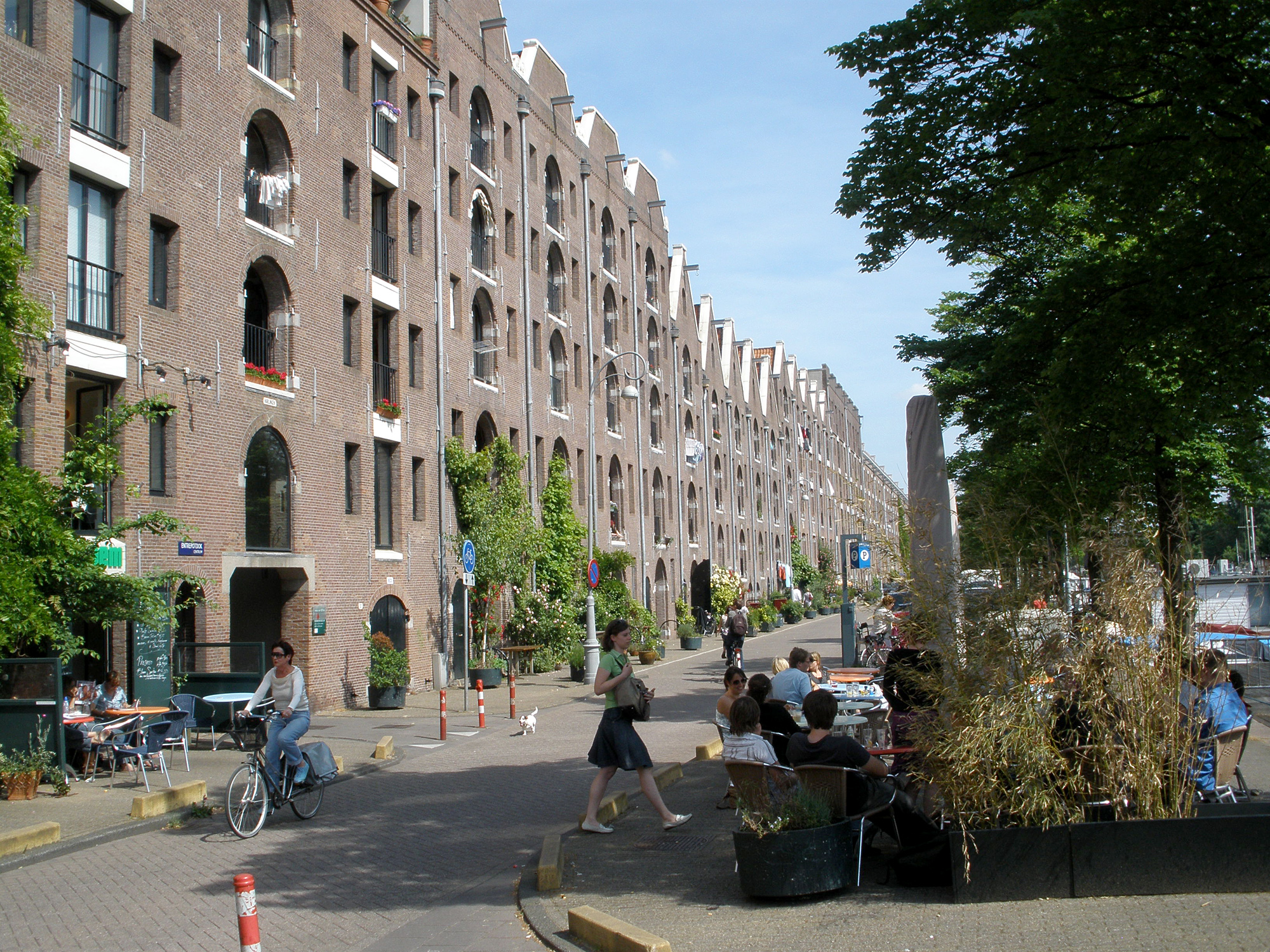
Entrepotdok gesehen von der Nijlpaardenbrug

Das Entrepotdok – vormals Nieuwe Rapenburgergracht ist ein Kanal – und ein Kai (niederländisch kade) an seinem Nordostufer – mit ab Anfang des 19. Jahrhunderts einem Zolldepot und einer Reihe von Lagerhäusern aus dem 18. Jahrhundert. Nach langem Leerstand wurde der Komplex in den 1980er Jahren zu Gewerbeflächen und Wohnraum wieder hergerichtet. Die Gracht liegt im Stadtteil Amsterdam-Centrum und führt von der Schippersgracht im Nordwesten zur Plantage Muidergracht im Südosten. Die Gracht bildet die Grenze zwischen den Stadtvierteln (niederländisch wijken) Wesperbuurt/Plantage im Südwesten und Oostelijke Eilanden/Kadijken im Nordosten.

### Erasmusgracht
Im Jahr 1939 wurde die nach dem niederländischen Humanisten Desiderius Erasmus (1467–1536) benannte Erasmusgracht angelegt. Sie liegt im Stadtbezirk Amsterdam-West. Parallel zur Gracht liegt südlich der Erasmuspark. Die Gracht verbindet die Stadtteile (niederländisch wijken) Slotermeer-Noordoost und Slotermeer-Zuidoost im Westen mit Landlust im Osten.

### Geldersekade

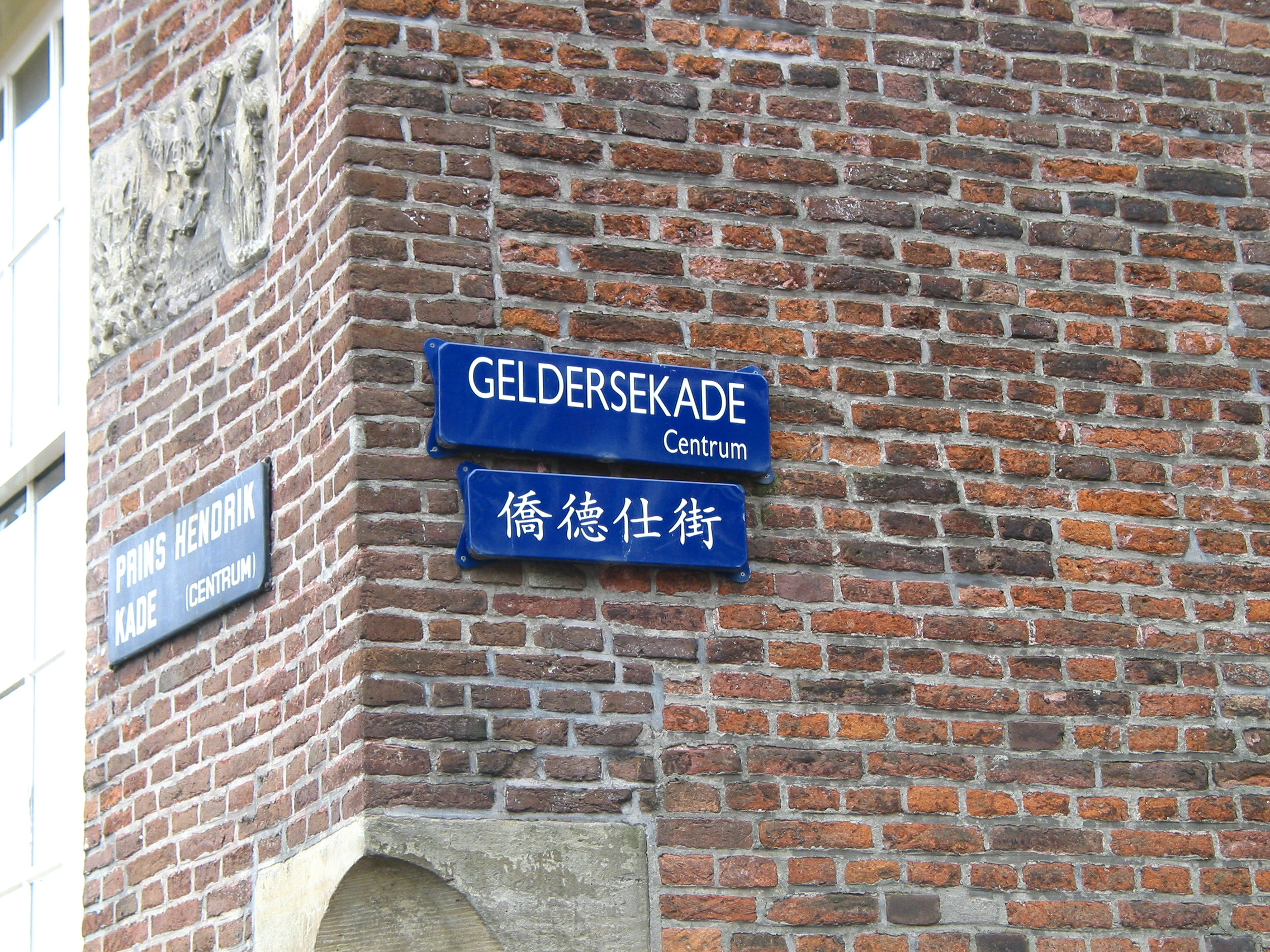
Zweisprachiges Straßenschild in der Amsterdamer Chinatown an der Geldersekade

Ursprünglich schützte der Stadtgraben Geldersekade zusammen mit dem Kloveniersburgwal und dem Singel die Stadt. Die Geldersekade bildet die Grenze zwischen den Wohnvierteln (niederländisch buurten) Burgwallen-Oost und Kop Zeedijk im Westen und Lastage im Osten und ist eine der ältesten Amsterdamer Grachten, die Ende des 15. Jahrhunderts ausgehoben wurde. Nachdem neue Stadtgräben angelegt worden waren, verlor die Geldersekade ihren ursprünglichen Zwecks als Stadtbefestigung. Es wurden Wohnhäuser gebaut und zwischen der Geldersekade und der Oudeschans entstand das Hafen- und Schiffbaugebiet Lastage – heute ein Wohnviertel in der Innenstadt. Die nähere Umgebung der Geldersekade – einschließlich des Zeedijks – ist Teil der Amsterdamer Chinatown.

### Gouden Bocht

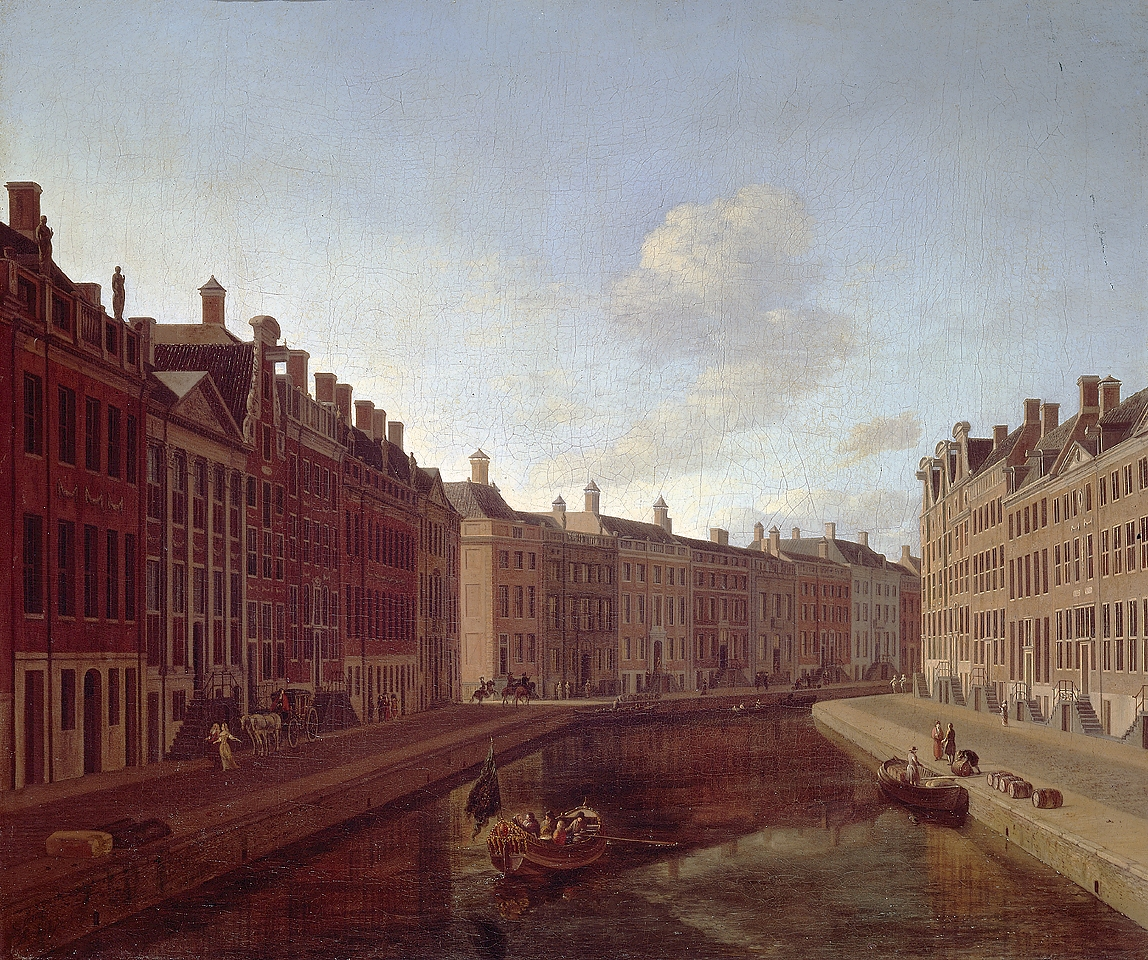
Gerrit Adriaenszoon Berckheyde: Ansicht der Gouden Bocht in der Herengracht von Osten, 1685

Die Goldene Biegung in der Herengracht ist der prächtigste Teil des Amsterdamer Grachtengürtels. Die Herengracht wurde nach 1658 bis zur Leidsegracht verlängert und bekam bei der Nieuwe Spiegelstraat eine Biegung – die Gouden Bocht. Hier wurden herrschaftliche Häuser mit klassizistischen Giebeln, Balkons, Gärten und Lauben in barockem Stil errichtet. An der Herengracht 475 liegt das Huis de Neufville von 1731, auch bekannt als das Huis aan de Bocht. Heute sind zahlreiche Banken und Versicherungsgesellschaften an der Gouden Bocht ansässig, ebenso das Goethe-Institut.

### Grimburgwal

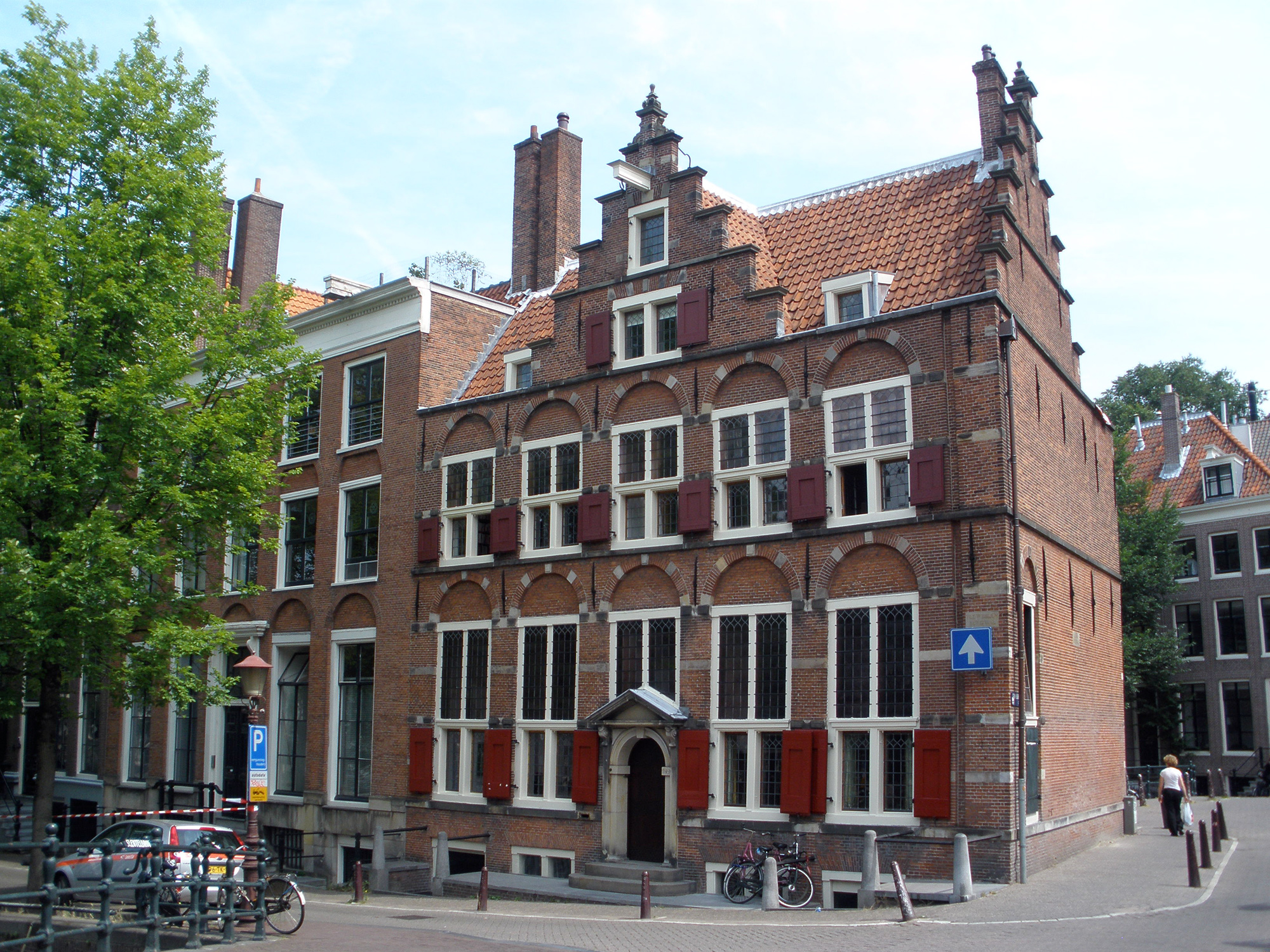
Huis aan de Drie Grachten

Der Grimburgwal ist eine kurze Gracht im Amsterdamer Stadtviertel (niederländisch wijk) Burgwallen Oude Zijde und bildete bis 1425 die südliche Stadtgrenze. Die Gracht verläuft von der Grimnessesluis an Rokin und Nes im Westen bis zum Oudezijds Voorburgwal und Oudezijds Achterburgwal im Osten. Am Grimburgwal ist Gastronomie und Kunsthandel angesiedelt als auch Teile der Universität von Amsterdam. Eine besondere Sehenswürdigkeit ist das markante Renaissance-Gebäude Huis aan de drie Grachten (deutsch Haus an den drei Grachten) aus dem Jahr 1610 mit Treppengiebeln zu allen drei Grachten hin.

### Groenburgwal
Der Groenburgwal lag zunächst außerhalb des Amsterdamer Stadtgrabens und kam im Jahre 1593 zum Stadtgebiet. Die Gracht verläuft parallel zwischen dem Kloveniersburgwal- und dem Zwanenburgwal von der Binnenamstel zur Raamgracht.

### Herengracht

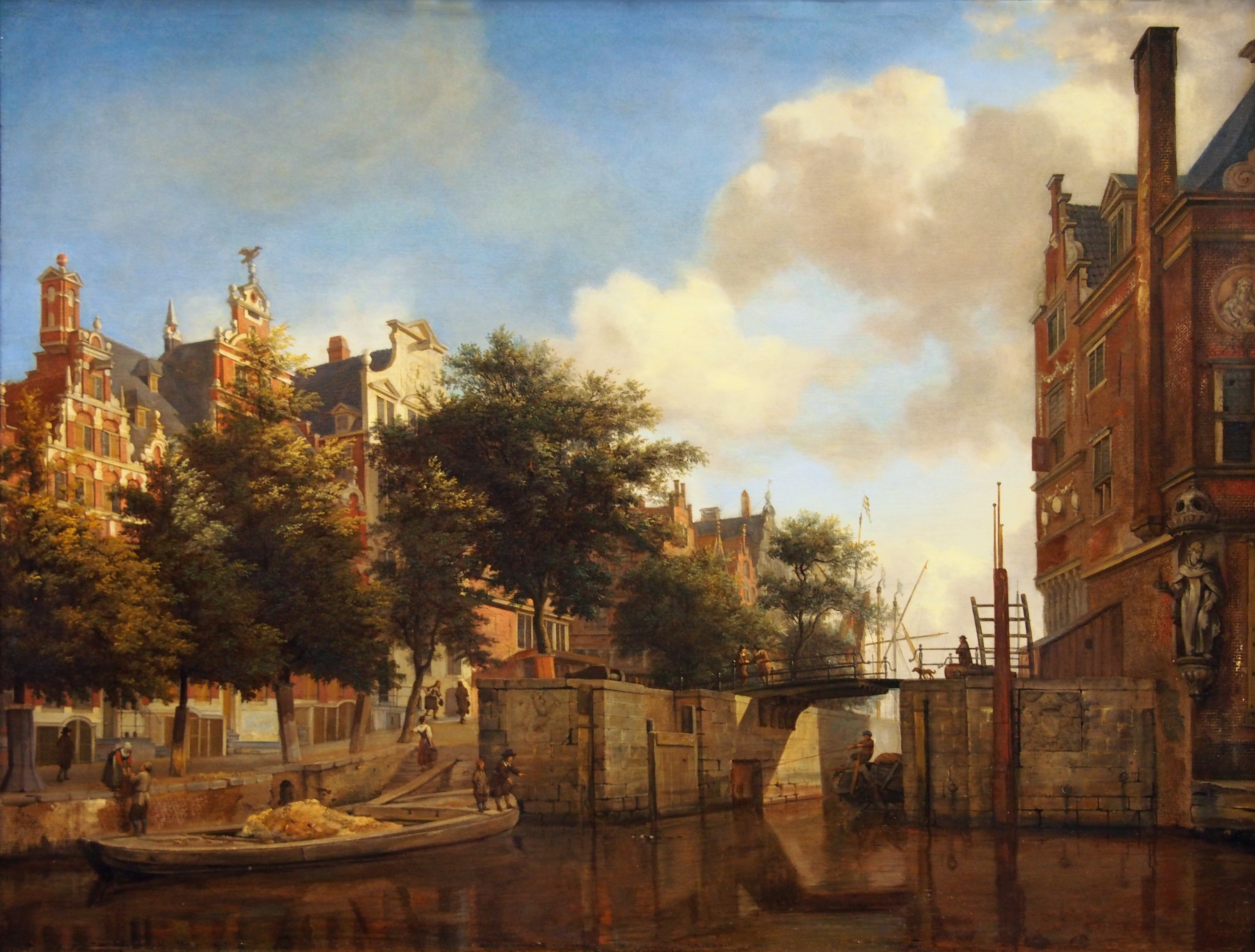
Jan van der Heyden: Häuser an der Herengracht und die alte Haarlemer Schleuse, um 1670 (mit topographischen Freiheiten)

### Lijnbaansgracht
1875 bekam der Kanal seinen Namen nach den Reepschlägereien, die an den Grachten ihre Betriebe hatten. Im 19. Jahrhundert wurden Teile des Kanals trockengelegt. Beim Leidseplein entstand die Kleine-Gartmanplantsoen und bei der Passeerdersgracht der Raamplein. Im Osten der Reguliersgracht wurden weitere Teile der Lijnbaansgracht zu Straßen verfüllt – die Maarten Jasz. Klosterstraat und die Valckeniersstraat. Im 18. Jahrhundert stand an der Lijnbaansgracht 234 eine 1920 geschlossene Zuckerfabrik und Molkerei (niederländisch Melkfabriek), die den Namen Melkweg (deutsch Milchstraße) für das nachstehend benannte Multimediazentrum inspirierte. Dieses Multimediazentrum Melkweg befindet sich dort seit 1970, nebenan – am Leidseplein – steht die Stadsschouwburg Amsterdam.

### Martelaarsgracht
Die Martelaarsgracht ist eine der ältesten Grachten der Stadt und wurde 1884 verfüllt. Heute ist die Martelaarsgracht eine sehr kurze, breite und verkehrsreiche Straße im Stadtviertel (niederländisch wijk) Burgwallen-Nieuwe Zijde in Amsterdam-Centrum, die eine Vielzahl an Hotels und Gaststätten aufweist. Die Martelaarsgracht liegt auf der Grenze zwischen den Wohnvierteln (niederländisch buurten) Hemelrijk im Nordwesten und Nieuwendijk-Noord im Südosten. Eine Anzahl der dortigen historischen Gebäude wurde 1928 unter Denkmalschutz gestellt. In den 1980er und 1990er Jahren wurden verschiedene dieser Häuser besetzt. Der Kanal verbindet den Nieuwezijds Voorburgwal mit der Open Havenfront am Hauptbahnhof Amsterdam Centraal (CS). Die Herkunft des auffälligen Namens Martelaar (deutsch Märtyrer) ist trotz diverser bestehender Theorien unbekannt. Das frühere Gebiet soll als Standplatz einer Richtstätte gedient haben; das Gemeindearchiv von Amsterdam spricht dagegen von einem Haus mit der Abbildung eines Märtyrers. Am 4. Mai 1945 wurde in der Straße der letzte Widerstandskämpfer gegen die Nationalsozialisten erschossen.

### Nieuwezijds Voorburgwal

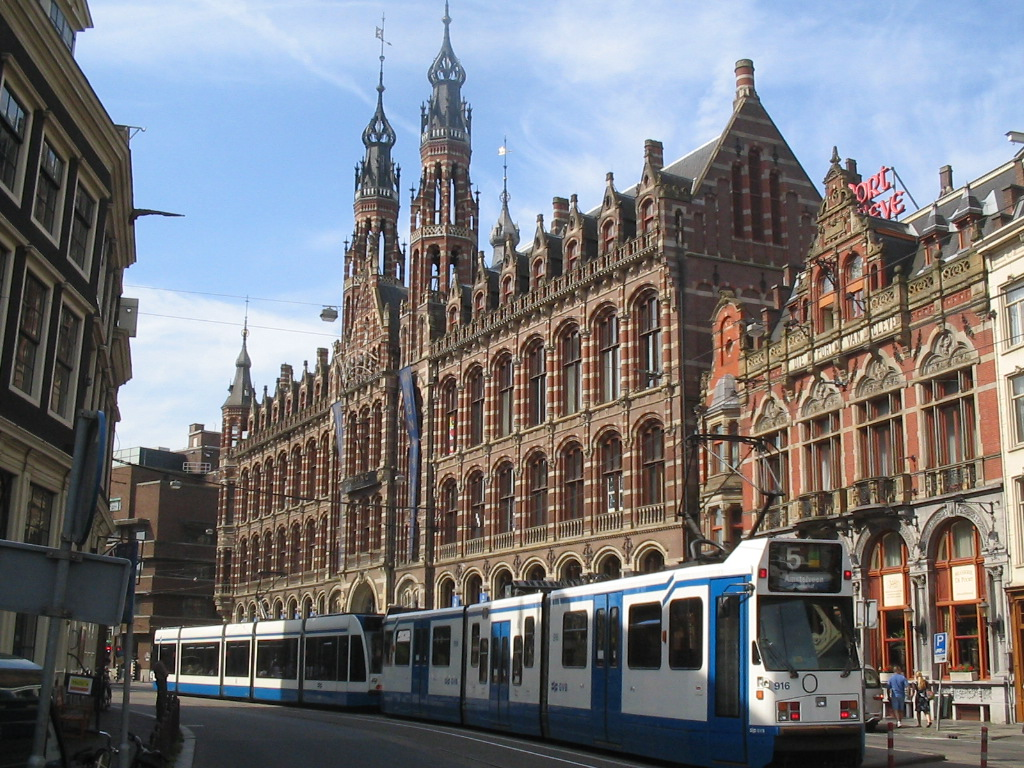
Ehemaliges Hauptpostamt und Straßenbahn Linie 5 am Nieuwezijds Voorburgwal (2005)

Ursprünglich war der im Stadtviertel (niederländisch wijk) Burgwallen-Nieuwe Zijde gelegene N.Z. Voorburgwal ein Amsterdamer Stadtgraben. Die Stadt war seinerzeit durch die Amstel in zwei Hälften geteilt, den älteren, östlichen Teil mit der Oude Kerk (deutsch Alte Kirche) und den westlichen, neueren Teil mit der Nieuwe Kerk (deutsch Neue Kirche). Im Jahr 1385 wurden weitere Stadtgräben angelegt, die bestehenden Gräben wurden Voorburgwal benannt, die neuen Gräben hingegen Achterburgwal. Die Gracht N.Z. Voorburgwal wurde 1884 verfüllt. Bis 1914 war hier das Persmuseum (Pressemuseum) angesiedelt. Es verkehren mehrere die Straßenbahnlinien auf dem N.Z. Voorburgwal.

### Van Noordtgracht

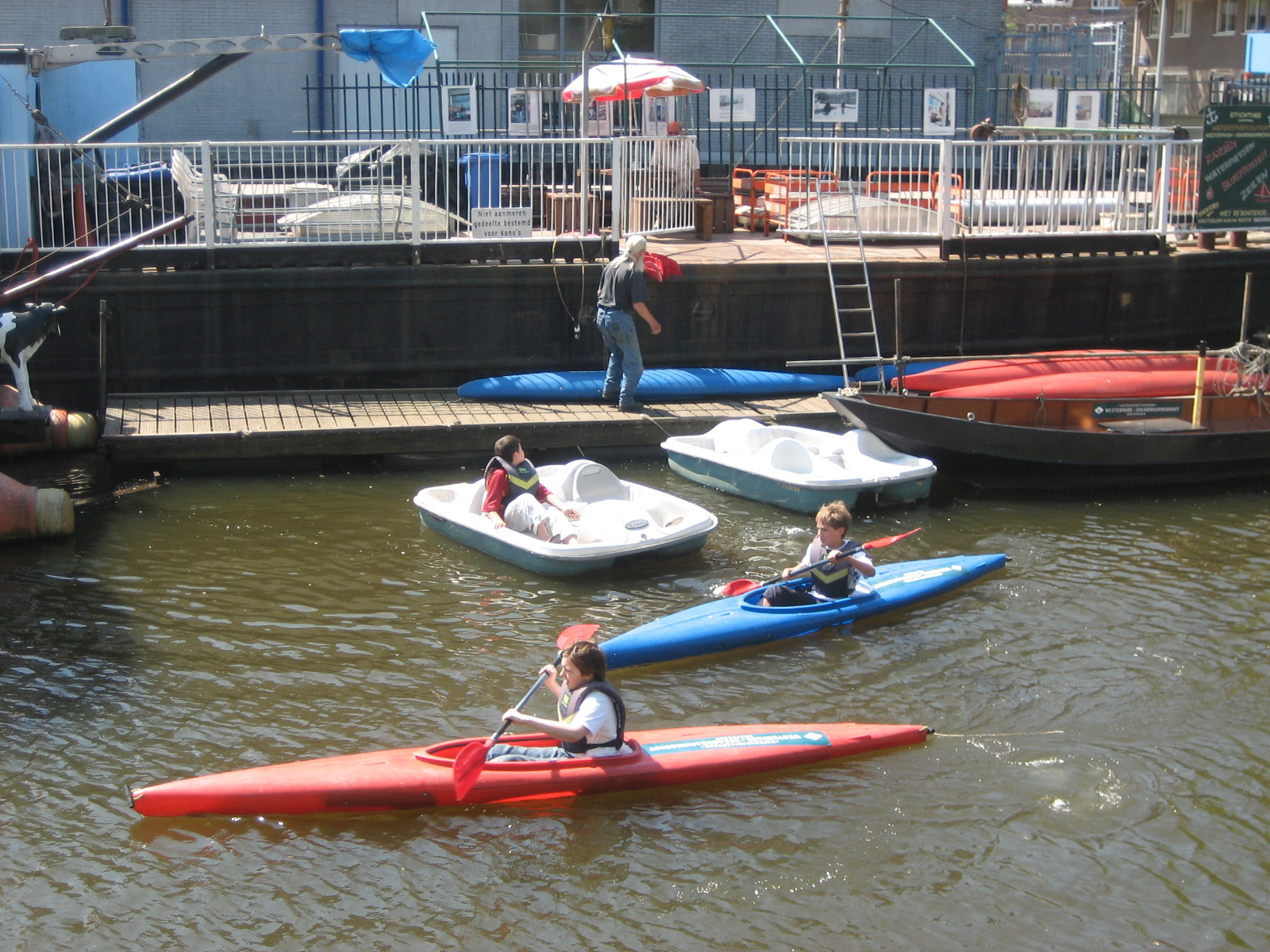
Wassersportzentrum an der Van Noordtgracht

Im Gebiet Westerpark liegt die 1878 nach dem niederländischen Entdeckungsreisenden Olivier van Noort benannte Van Noordtgracht. Auf Initiative von Ad van Deventer entstand dort ein Wassersportzentrum, wo Kinder im Kanufahren und Segeln unterrichtet werden. Es legt dort auch Sinterklaas mit seinem Schiff alljährlich am 6. Dezember beim Besuch der Spaardammerbuurt an. Die Gracht verbindet den Westerkanaal mit dem Westende der Le Mairegracht und wird von drei Brücken überspannt: Brücke 345 IJszeebrug in der Houtmankade, Brücke 1910 Robiënnabrug zwischen der Van Noordtkade und der Martin Vlaarkade sowie der Fahrrad- und Fußgängerbrücke 1909 Muruganbrug zwischen der Henk Curièrekade und dem Suikerplein.

### Onbekendegracht

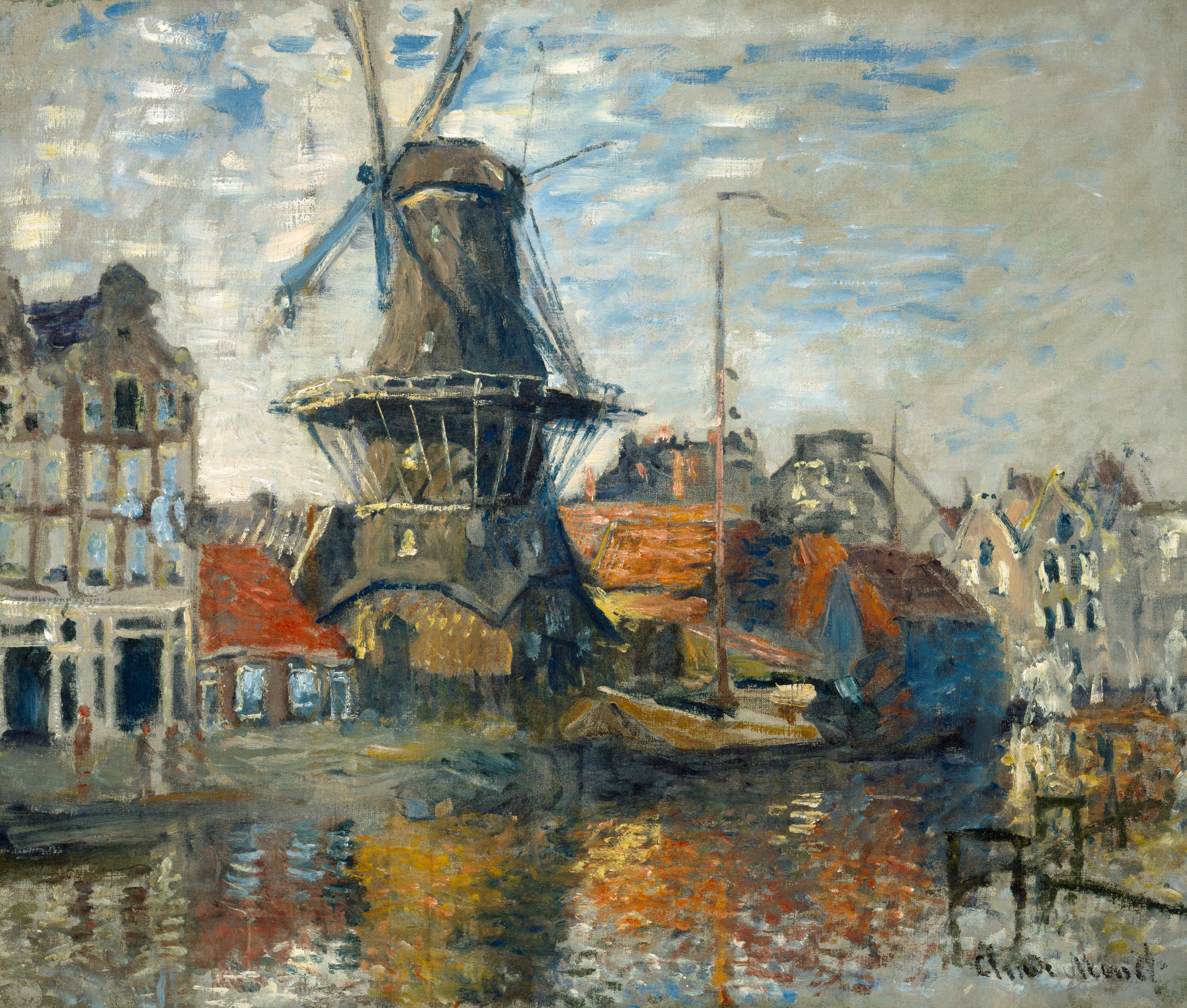
Claude Monet: Le Moulin de l’Onbekende Gracht, Amsterdam (1871)

Die Unbekannte Gracht (niederländisch Onbekendegracht) ist ein kurzer Kanal im Südwesten des Wohnviertels (niederländisch buurt) Weesperbuurt in Amsterdam-Centrum, der von der Nieuwe Achtergracht zur Nieuwe Prinsengracht verläuft – er liegt nahe dem Theater Carré. Am südöstlichen Ende der Onbekendegracht überspannt die 1899 erbaute, unter Denkmalschutz stehende gusseiserne Brücke 252 die Nieuwe Achtergracht, während an ihrem nördlichen Ende – längs der Prinsengracht – die Onbekendegracht selbst von der Brücke 253 überquert wird. Im Jahr 1871 malte Claude Monet das Bild Le Moulin de l’Onbekende Gracht, Amsterdam. Darauf ist die Windmühle Rooseboom – auch Binnen Tuchthuismolen, Het Land van Beloften oder De Eendracht genannt – dargestellt. Die im späten 17. Jahrhundert erbaute Mühle wurde 1876 abgerissen.

### Oudeschans

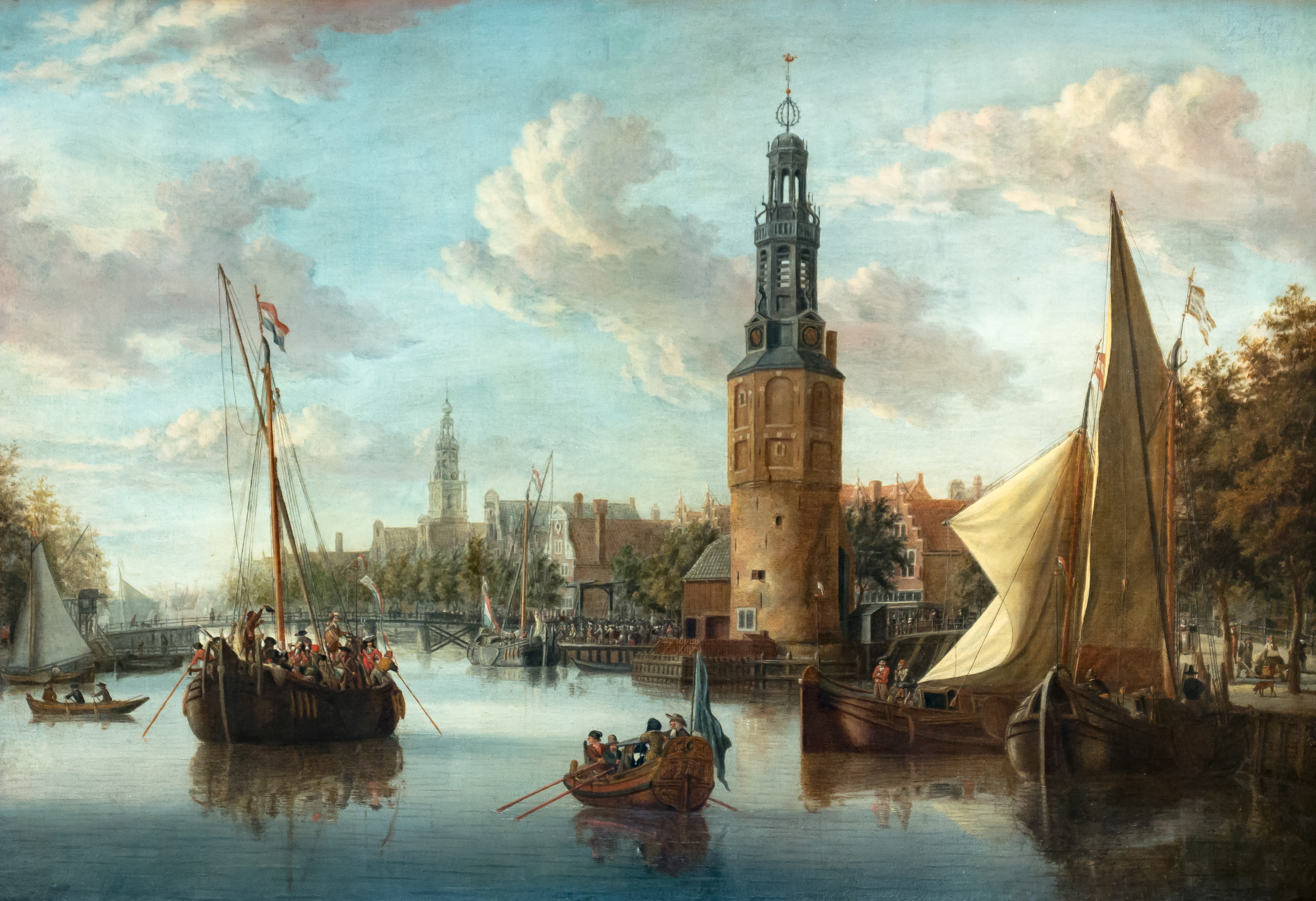
Einschiffung von Truppen auf der Oudeschans am Montelbaanstoren (Gemälde von Abraham Storck, 1682)

Die Oudeschans, auch Oude Schans geschrieben, hatte zuerst den Namen Nieuwe Gracht (deutsch Neue Gracht). Gelderse Angreifer überfielen 1512 das Industriegebiet Lastage, daraufhin wurde zwischen 1515 und 1518 – als äußerste Verteidigungslinie an der östlichen Stadtseite – ein Seitenkanal bei der Amstel bis zur Nieuwe Gracht gegraben. Mit der ausgehobenen Erde wurde ein neuer Festungswall gebaut, der dann die Oudeschans wurde. Auf Höhe der Waalseilandsgracht erhebt sich an der Oudeschans der ehemalige Wartturm Montelbaanstoren. Der nach dem späteren Statthalter der Spanischen Niederlande – dem Herzog von Alba – benannte Turm wurde 1516 errichtet – nachdem zuvor die Lastage wiederholt von den Geldernschen in Brand gesetzt worden war. Als der Montelbaanstoren für seine ursprüngliche Funktion nicht mehr gebraucht wurde, erhielt er 1606 eine von Hendrick de Keyser entworfene hölzerne Turmspitze im Renaissancestil inklusive einer Turmuhr mit Schlagwerk. Die Amsterdam Gay Pride, eine jährlich stattfindende Canal Parade, führt gelegentlich auch durch die Oudeschans.

### Oudezijds Achterburgwal

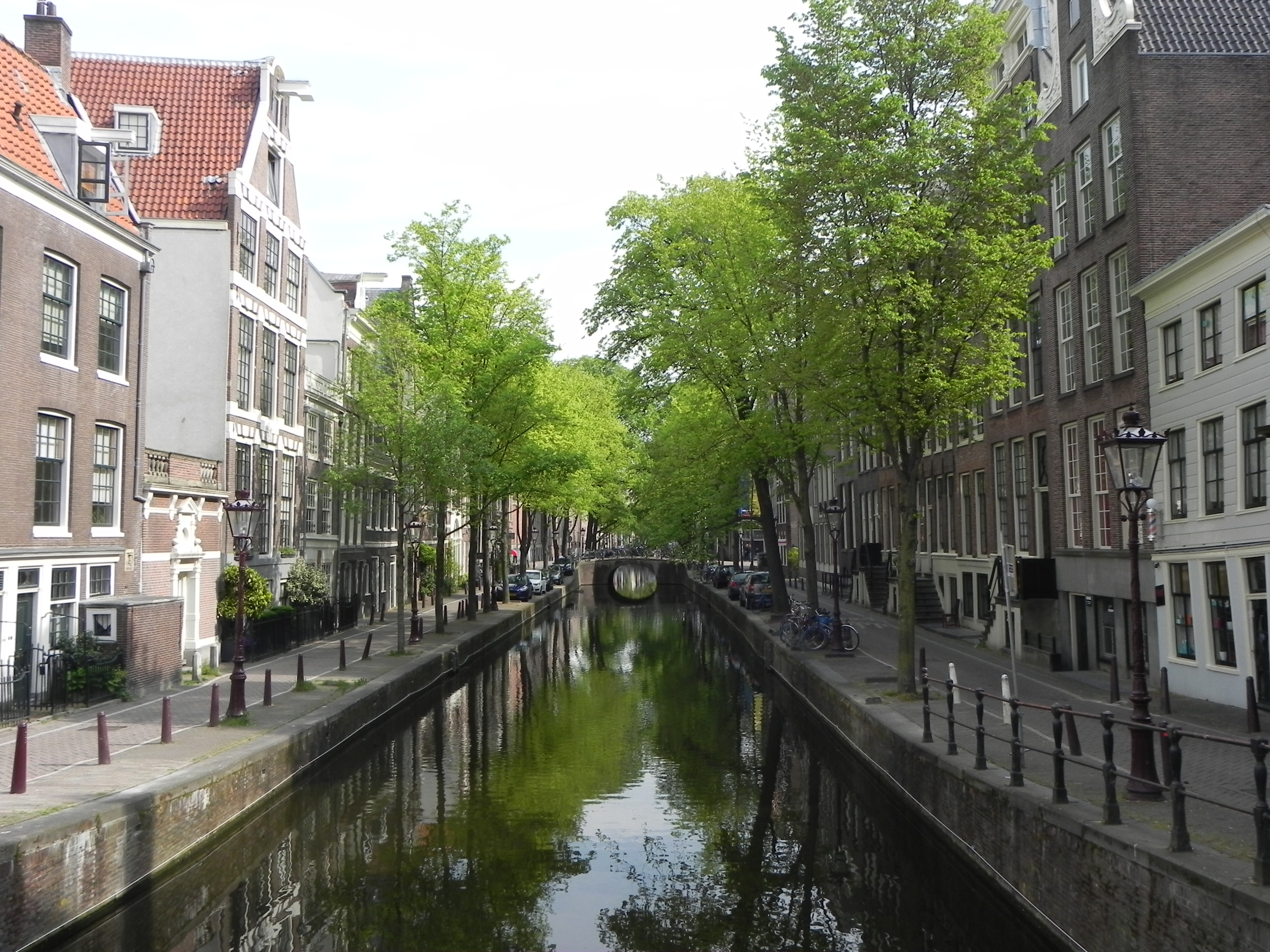
Südlicher Teil des Oudezijds Achterburgwals, vom Grimburgwal aus gesehen

Der O.Z. Achterburgwal ist eine Gracht und Straße in der Amsterdamer Innenstadt, im Wohnviertel Burgwallen Oude Zijde. Der nördliche Teil liegt westlich des Nieuwmarkts, im De Wallen genannten Rotlichtviertel. Im südlichen Teil liegen Gebäude der Universität von Amsterdam, das Binnengasthuis und der Oudemanhuispoort. Die Brücke über den O.Z. Achterburgwal zwischen Oude Doelenstraat und Oude Hoogstraat ist eine deutliche Trennungslinie zwischen dem belebten Rotlichtviertel und dem ruhigeren südlichen Teil. Die Gemeinde ließ 2006 den O.Z. Achterburgwal renovieren und kaufte einige der Bordelle auf, um sie anderweitig zu nutzen. Die Prostitution in dem Viertel sollte eingeschränkt werden. In der Straße befindet sich das Erotic Museum und das Hash Marihuana & Hemp Museum.

### Oudezijds Voorburgwal
Der O.Z. Voorburgwal ist eine Straße und Gracht im Rotlichtviertel De Wallen. Der Kanal läuft vom Grimburgwal in nordnordöstlicher Richtung und mündet in den Oudezijds Kolk. Er ist eine der bekanntesten Grachten und voller Kontraste. Sexshops, Bordelle, Coffeeshops, Bars, sowie unter Denkmalschutz stehende Grachtenhäuser, mehrere Klöster, Wohnungen und die Oude Kerk, Amsterdams älteste Kirche, kennzeichnen die Gracht.

### Plantage Muidergracht
Die Gracht liegt im Stadtviertel (niederländisch wijk) Weesperbuurt/Plantage – im Südosten von Amsterdam-Centrum – und wurde vormals Muidergracht genannt. Die Plantage Muidergracht verläuft von der Nieuwe Keizersgracht an der J.W. van Overloopplantsoen nach Südosten bis zur Sarphatistraat, und von dort weiter längs der Sarphatistraat nach Nordosten bis zum dort überbrückten Entrepotdok. Von der Roeterstraat zur Plantage Kerklaan führt die Brücke 259 – die nach der Widerstandskämpferin Laura Carola Mazirel (1907–1974) benannte Lau Mazirelbrug.

### Postjeswetering
Die in den 1920er Jahren angelegte Gracht liegt im Stadtteil Amsterdam-West und bildet die nördliche und westliche Grenze des Stadtviertels (niederländisch wijk) Westindische Buurt. Die Postjeswetering verläuft von der Admiralengracht nach Westen, schwenkt am Rembrandtpark auf Süd und endet an der Westlandgracht am Surinameplein. Der Name der Gracht leitet sich von Kaulbarsch ab (niederländisch pos).

### Recht Boomssloot

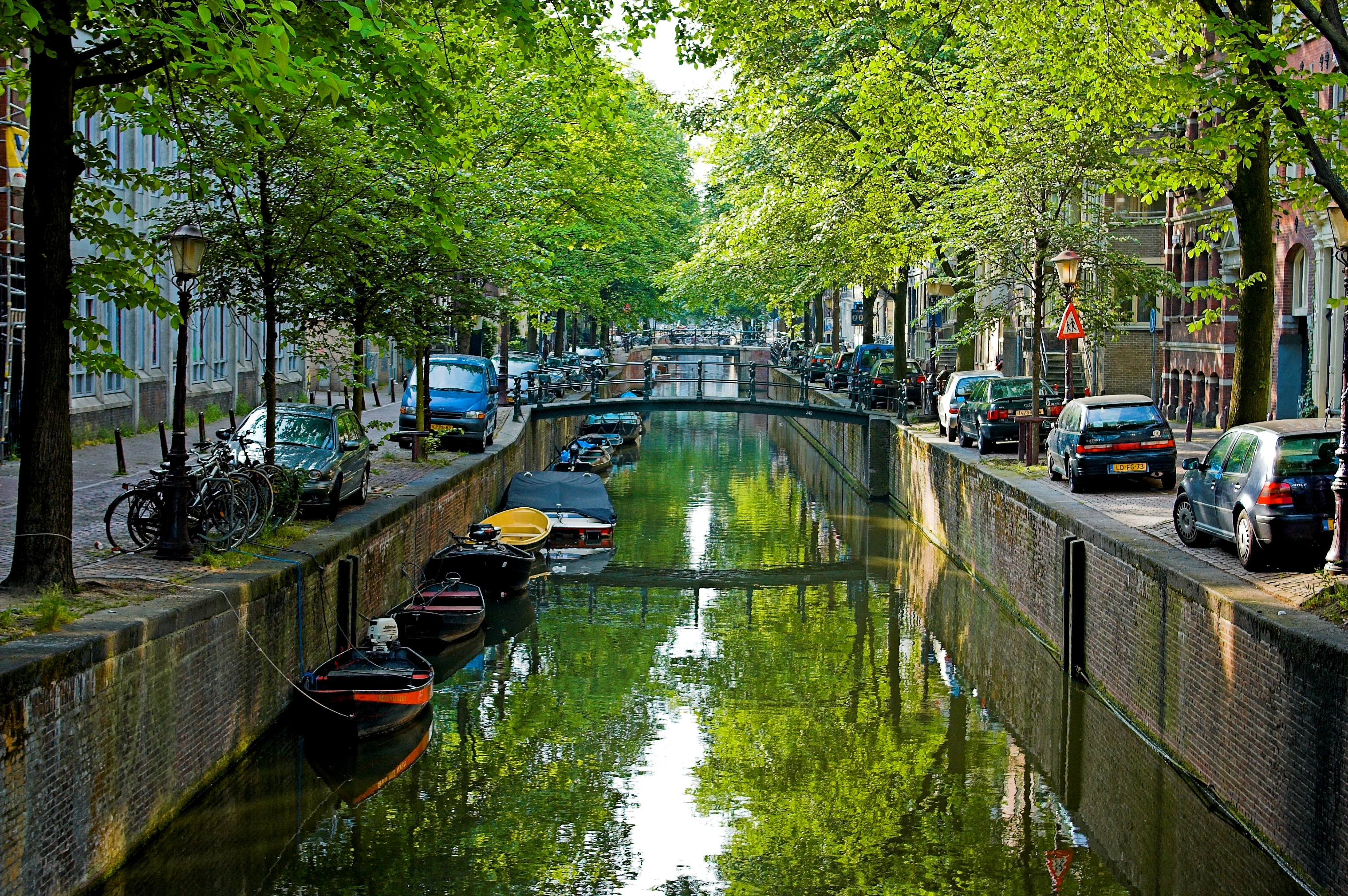
Auke Bijlsmabrug über den Recht Boomssloot (2008)

Der Recht Boomssloot ist eine Gracht im Stadtteil Amsterdam-Centrum und stellt die Grenze dar zwischen den Wohnvierteln (niederländisch buurten) Nieuwmarkt im Südwesten und Lastage im Nordosten. Der Recht Boomssloot verbindet die Geldersekade im Nordwesten mit der Oude Schans im Südosten. Der Sloot stammt aus dem frühen 16. Jahrhundert und wurde um 1530 durch den damaligen Bürgermeister Cornelis Pietersz Boom zur Gracht ausgebaut; diese wird von vier Brücken überspannt, wovon die Brücke 249 – Auke Bijlsmabrug – am Brandewijnsteeg eine reine Fußgängerbrücke ist. Als Rijksmonumente stehen am Recht Boomssloot rund drei Dutzend historischer Gebäude unter Denkmalschutz.

### Rozengracht
Die nach der Blume Rose benannte Rozengracht wurde im fühen 16. Jahrhundert angelegt und ist eine von sechs im Jahre 1890 verfüllten Grachten im hippen Amsterdamer Stadtviertel (niederländisch wijk) Jordaan. Sie verläuft von der Prinsengracht am Westermarkt in westsüdwestlicher Richtung bis zur Singelgracht an der Nassaukade und bildet die Grenze zwischen den Wohnvierteln (niederländisch buurten) Bloemgrachtbuurt im Nordwesten und Elandsgrachtbuurt im Südosten. Seit 1896 fahren Straßenbahnen durch die Rozengracht. Heute ist die Rozengracht eine der großen Ausfallstraßen der Stadt. Der Maler Rembrandt van Rijn verbrachte seine letzten Lebensjahre in einer Mietwohnung in der Rozengracht 184.

### Singelgracht

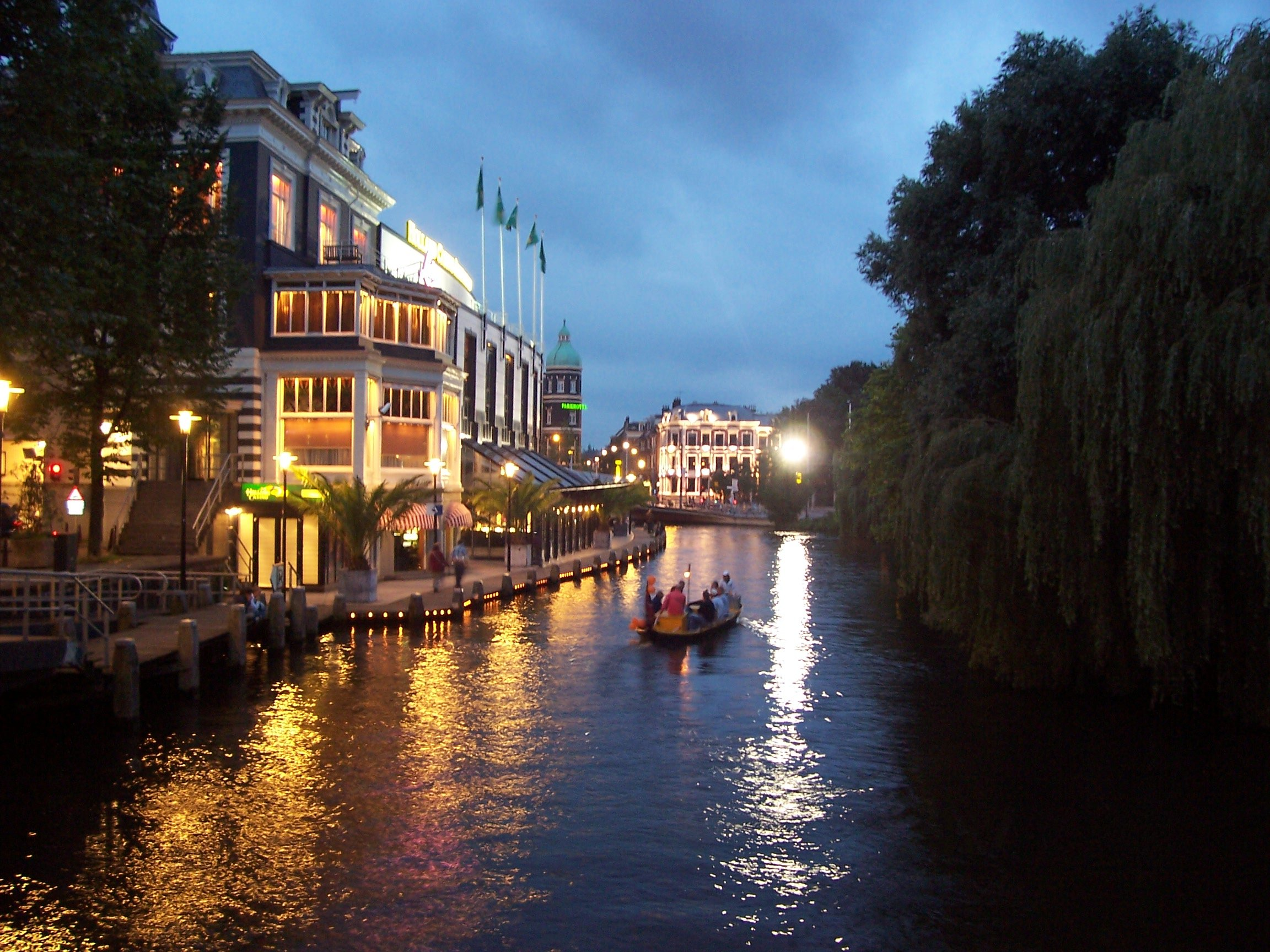
Die Singelgracht zwischen Holland Casino und Leidsebosje nahe dem Leidseplein im August 2005

Die Singelgracht umschließt die Amsterdamer Innenstadt einschließlich des Grachtengürtels halbkreisförmig vom Westerkanaal an der Houtmanspoorbrug (volkstümlich auch Singelgrachtbrug genannt) im Norden bis zum Lozingskanaal an der Brücke 354 Oosterbeerbrug im Osten. Die Singelgracht ist nicht mit dem mittelalterlichen ehemaligen Stadtgraben Singel zu verwechseln. Nach der Vierten Amsterdamer Stadterweiterung um 1660 wurde der äußere Kanal samt seinen Verteidigungswällen zur neuen Stadtgrenze – der Singelgracht. Für zwei Jahrhunderte behielt Amsterdam diesen halbmondförmigen Grundriss. Die Kais (niederländisch kades) – oder Straßen – längs der Singelgracht heißen von Nord nach Ost auf der stadtabgewandten Seite Nassaukade, Stadhouderskade und Mauritskade, auf der der Stadt zugewandten Seite Korte Marnixkade, Marnixkade, Groenmarktkade, Leidsekade, Nicolaas Witsenkade, Sarphatikade, Huddekade, Spinozastraat und Alexanderkade.

### Spiegelgracht

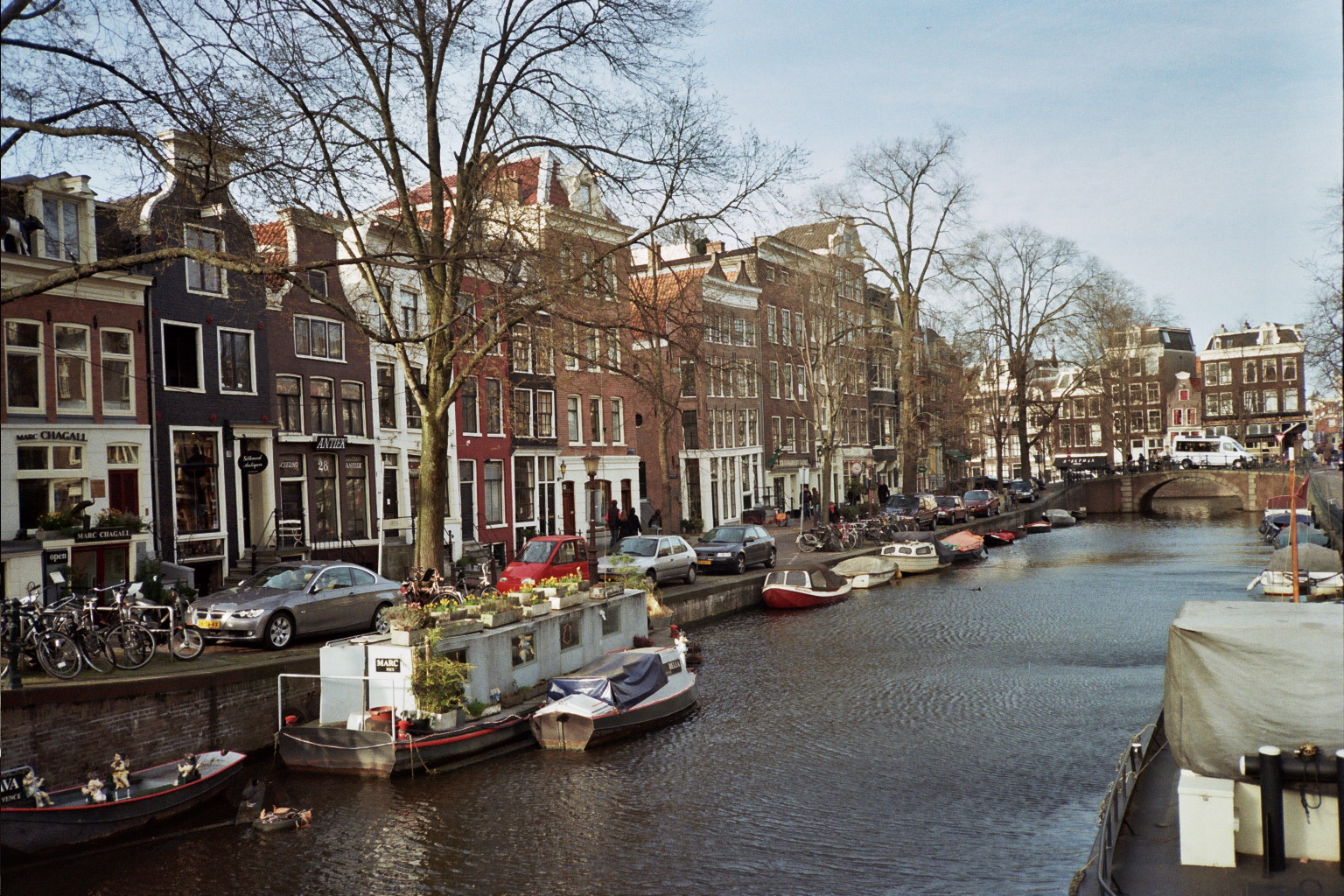
Blick auf die Spiegelgracht in Richtung Prinsengracht

Die Spiegelgracht ist eine kurze Gracht im Grachtengürtel von Amsterdam und wurde 1663 gegraben, in der zweiten Phase der Anlegung des Grachtengürtels. Die Gracht verläuft von der Brücke 87 Spiegelbrug an der Prinsengracht in südsüdwestlicher Richtung bis zu den Brücken 88 und 97 an der Lijnbaansgracht. Die Spiegelgracht bildet die Grenze zwischen den Wohnvierteln (niederländisch buurten) Leidsebuurt-Noordoost im Nordwesten und Weteringbuurt im Südosten. Die nach der berühmten Amsterdamer Familie Spiegel benannte Gracht zeichnet sich aus durch zahlreiche kleine und schmale Grachtenhäuser und die Vielzahl der dort ansässigen Antiquitätenläden und Galerien.

### Vijzelgracht

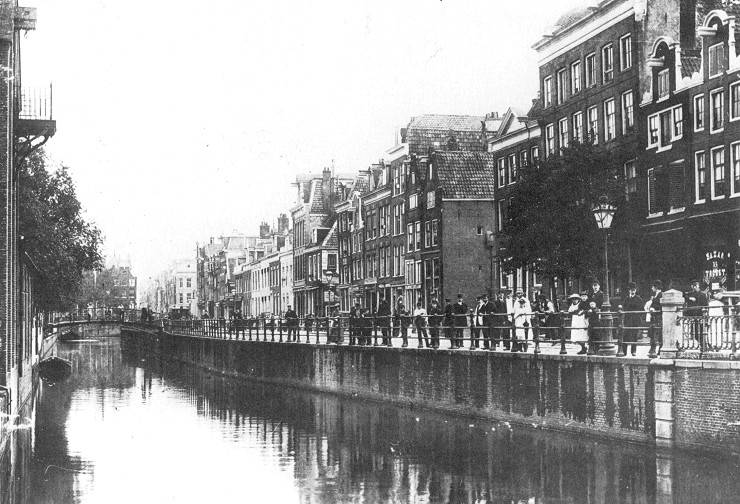
Die Vijzelgracht im Jahre 1930, vor der Verfüllung.

Die im Amsterdamer Grachtengürtel im heutigen Wohnviertel (niederländisch buurt) Weteringbuurt liegende Vijzelgracht wurde 1658 im Rahmen der Großen Amsterdamer Stadterweiterung als Verbindung zwischen der Prinsengracht im Norden und der Lijnbaansgracht im Süden angelegt. Die kurze Gracht wurde 1933 zur Straße verfüllt.